# Lý Quốc Xương
Lý Quốc Xương (giản thể: 李国昌; phồn thể: 李國昌; ? - 887), nguyên danh Chu Da Xích Tâm (朱邪赤心), tên tự Đức Hưng (德興), được triều Hậu Đường truy thụy hiệu Văn Cảnh hoàng đế cùng miếu hiệu Hiến Tổ, là một thủ lĩnh người Sa Đà vào những năm triều Đường suy tàn.

## Thân thế
Tổ tiên của Chu Da Xích Tâm là các tù trưởng kế tập của tộc Sa Đà. Sau đó tổ phụ và cha của Chu Da Xích Tâm là Chu Da Tận Trung (朱邪盡忠) và Chu Da Chấp Nghi (朱邪執宜) đã quyết định đưa bộ chúng chạy đến lãnh thổ Đường để chạy trốn Thổ Phồn. Thổ Phồn truy kích, Chu Da Tận Trung bị giết chết trong lúc giao chiến, và hơn một nửa bộ chúng Sa Đà bị giết chết hoặc bị bắt. Chu Da Chấp Nghi đem dư chúng đến Linh châu, được Sóc Phương tiết độ sứ Phạm Hi Triêu (范希朝) tiếp đón. Năm 809, khi Phạm Hi Triều được thuyên chuyển từ Sóc Phương đến Hà Đông, triều đình Đường lo ngại rằng người Sa Đà sẽ làm phản nên đã lệnh cho họ cũng đến Hà Đông, định cư tại khu vực Hoàng Hoa Đôi .
Khi Chu Da Chấp Nghi qua đời, Chu Da Xích Tâm kế tập làm thủ lĩnh của người Sa Đà. Năm 839, khi tướng Hồi Cốt là Quật La Vật (掘羅勿) nổi dậy chống lại Chương Tín khả hãn, Quật La Vật đề nghị Chu Da Xích Tâm giúp đỡ khi tặng cho Chu Da Xích Tâm 300 con ngựa, liên quân giữa họ đã đánh bại Chương Tín khả hãn, khiến Hồi Cốt suy sụp. Trong vài năm sau đó, dư bộ Hồi Cốt thường đột kích vùng biên thùy của Đường, người Sa Đà thường xuyên tham gia phản công Hồi Cốt cùng các bộ lạc khác trung thành với Đường. Năm 843, dưới quyền Thạch Hùng, Chu Da Xích Tâm đã tham vào chiến dịch tiến công Hồi Cốt, giải cứu Thái Hòa công chúa, người từng được gả cho cựu khả hãn của Hồi Cốt nhằm thực hiện hòa thân giữa hai bên.
Năm 847, một thời gian ngắn sau khi Đường Vũ Tông qua đời và Đường Tuyên Tông kế vị, mặc dù trong nước rối loạn song tướng Thổ Phồn là Luận Khủng Nhiệt (論恐熱) vẫn suất quân tiến công vùng Ngạc Nhĩ Đa Tư, liên minh cùng người Đảng Hạng và dư bộ Hồi Cốt. Đường Tuyên Tông phái Hà Đông tiết độ sứ Vương Tể (王宰) suất quân kháng cự, Vương Tể cho Chu Da Xích Tâm làm tiền phong. Quân Hà Đông sau đó đánh bại Luận Khủng Nhiệt, quân Thổ Phồn triệt thoái.

## Trong loạn Bàng Huân
Năm 868, dưới triều đại của Đường Ý Tông, các binh sĩ Từ Tứ đã tiến hành binh biến dưới sự lãnh đạo của Bàng Huân. Đường Ý Tông bổ nhiệm Khang Thừa Huấn (康承訓) là Nghĩa Thành tiết độ sứ và Từ châu hành doanh đô chiêu thảo sứ. Khang Thừa Huấn thượng tấu xin để Chu Da Xích Tâm cùng các tù trưởng Thổ Dục Hồn, Đạt Đát, Khiết Bật (契苾) suất quân theo mình, được triều đình cho phép.
Quân của Khang Thừa Huấn hình thành vào năm 869 và chuẩn bị giao chiến với Bàng Huân, Khang Thừa Huấn phái Chu Da Xích Tâm làm tiền phong, và theo mô tả thì quân của Khang Thừa Huấn- đến từ 10 quân khác nhau- đều ấn tượng trước lòng dũng cảm của các binh sĩ Sa Đà. Sau đó, Chu Da Xích Tâm đã lập đại công trong các trận chiến chống lại Bàng Huân, bao gồm trận cuối cùng tại Bạc châu. Để thưởng cho công lao của Chu Da Xích Tâm, Đường Ý Tông đã ban danh tính "Lý Quốc Xương" cho ông, cho thuộc tịch Trịnh vương. Đường Ý Tông tách Đại Đồng khỏi Hà Đông, đặt trị sở tại Vân châu, và bổ nhiệm Lý Quốc Xương làm tiết độ sứ, song sau đó giữ Lý Quốc Xương ở lại Trường An một thời gian để đảm nhiệm chức Tả kim ngô thượng tướng quân.

## Giữa cuộc nổi dậy của Bàng Huân và Lý Khắc Dụng
Năm 870, Đường Ý Tông bổ nhiệm Lý Quốc Xương là Chấn Vũ tiết độ sứ. Tuy nhiên, Lý Quốc Xương đã sớm khiến triều đình thịnh nộ khi ông có hành động thách thức, sát hại các thuộc hạ trong khi chưa được triều đình chấp thuận. Năm 872, Đường Ý Tông cố gắng thuyên chuyển Lý Quốc Xương về Đại Đồng quân giữ chức Phòng ngự sứ. Lý Quốc Xương xưng bệnh không đến Đại Đồng. Sau đó, Lý Quốc Xương có vẻ vẫn được phép tại nhiệm ở Chấn Vũ, ông từng phái binh sĩ tham gia cùng quân triều đình trong các chiến dịch trấn áp cuộc nổi dậy của Vương Tiên Chi.

## Nổi dậy chống Đường
Năm 878, dưới triều đại của Đường Hy Tông, trưởng tử của Lý Quốc Xương là Lý Khắc Dụng giữ chức Sa Đà phó binh mã sứ tại Đại Đồng quân, đóng quân tại Úy châu. Khi đó, hầu hết đế chế chìm đắm trong các cuộc khởi nghĩa nông dân; Vân châu Sa Đà binh mã sứ Lý Tận Trung (李盡忠), cùng các nha tướng Khang Quân Lập (康君立), Tiết Chí Cần (薛志勤), Trình Hoài Tín (程懷信), và Lý Tồn Chương (李存璋), cũng dự tính nổi dậy, lý do là vì Đại Đồng phòng ngự sứ Đoàn Văn Sở (段文楚) đối xử khắc nghiệt với các binh sĩ và cắt bớt lượng tiếp tế cho họ. Lý Tận Trung thuyết phục Lý Khắc Dụng chấp thuận nổi dậy, sau đó tiến công và bắt giữ Đoàn Văn Sở. Lý Khắc Dụng chấp thuận và tiến đến Vân châu, chiếm lấy trị sở của Đại Đồng quân, giết chết Đoàn Văn Sở cùng một số thuộc hạ.
Thoạt đầu, Lý Quốc Xương cam kết trung thành với triều đình, thỉnh cầu phái người đến trấn thủ Đại Đồng và đề nghị được đích thân tiến công Lý Khắc Dụng nếu Lý Khắc Dụng không nghe theo. Tháng 2 ÂL, Đường Hy Tông do đó đã bổ nhiệm Thái bộc khanh Lô Giản Phương (盧簡方) làm Đại Đồng phòng ngự sứ và yêu cầu Lý Quốc Xương viết một bức thư thuyết phục Lý Khắc Dụng chấp thuận nghe theo lệnh của Lô Giản Phương. Tuy nhiên, đến tháng 4 ÂL, Hoàng đế lại bổ nhiệm Lô Giản Phương làm Chấn Vũ tiết độ sứ, còn Lý Quốc Xương trở thành Đại Đồng tiết độ sứ, tin rằng Lý Khắc Dụng sẽ không dám chống lại cha. Tuy nhiên, Lý Quốc Xương thực ra hy vọng rằng cả hai phụ tử sẽ đều được giữ một quân, vì thế khi tiếp nhận chiếu chỉ, ông trở nên tức giận và đã xé tờ chiếu chỉ, giết chết hoạn quan đến công bố sách phong. Sau đó, Lý Quốc Xương hợp binh với Lý Khắc Dụng và tập kích các quân khác trong khu vực. Đường Hy Tông bổ nhiệm Thôi Quý Khang (崔季康) là Hà Đông tiết độ sứ, Bắc hành doanh chiêu thảo sứ, lệnh cho Lô Long tiết độ sứ Lý Khả Cử, Chiêu Nghĩa tiết độ sứ Lý Quân (李均), cũng như các tù trưởng Thổ Dục Hồn Hách Liên Đạc (赫連鐸) và Bạch Nghĩa Thành (白義誠), tù trưởng Sa Đà An Khánh (安慶), tù trưởng Tát Cát Mễ Hải Vạn (米海萬) cùng hợp binh tiến công phụ tử Lý Quốc Xương.
Lý Khắc Dụng và Lý Quốc Xương thoạt đầu giành được chiến thắng khi tập kích các quân lân cận, các binh sĩ Hà Đông liên tục bị đe dọa nên sinh ra nhiễu loạn, khiến một vài tiết độ sứ bị trúc xuất hoặc bị giết. Tuy nhiên, đến khi Lý Trác (李涿) nắm quyền chỉ huy toàn thể chiến dịch, quân Sa Đà lâm vào thế yếu. Vào mùa hè năm 880, đại tướng của Lý Khắc Dụng là Cao Văn Thủ (高文集) khi đó đang trấn thủ Sóc châu, đã đầu hàng Lý Trác, thân thích của Lý Quốc Xương là Lý Hữu Kim (李友金) và một số tù trưởng khác cũng đầu hàng. Lý Khắc Dụng suất quân tiến công Cao Văn Thủ nhằm tái chiếm Sóc châu. Tuy nhiên. Lý Khả Cử đã tiến công và đánh bại Lý Khắc Dụng tại Dược Nhi lĩnh  trước khi Lý Khắc Dụng có thể đến nơi, giết Lý Tận Trung và Trình Hoài Tín. Lý Khả Cử sau đó lại đánh bại Lý Khắc Dụng tại Hùng Vũ quân. Trong khi đó, Lý Trác và Hách Liên Đạc tiến công Úy châu, là nơi Lý Quốc Xương đâng đóng quân, kết quả giành được chiến thắng. Lý Quốc Xương, Lý Khắc Dụng và gia quyến của họ buộc phải chạy sang lãnh địa của người Đạt Đát, khi đó là khu vực Âm Sơn.

## Lưu vong và tái quy phục Đường
Vài tháng sau đó, Hách Liên Đạt đã bí mật thuyết phục Đạt Đát giết chết những người Sa Đà đến tị nạn. Khi nghe được tin đồn về việc này, Lý Khắc Dụng đã thể hiện tài bắn cung của mình trong một bữa tiệc với các quý tộc Đạt Đát, tuyên bố rằng mình không muốn ở lại Đạt Đát mà muốn giúp triều Đường trấn áp loạn Hoàng Sào. Sau đó, Lý Khắc Dụng và Lý Quốc Xương vẫn ở lại Đạt Đát một thời gian.
Năm 881, Hoàng Sào chiếm được kinh thành Trường An, Đường Hy Tông phải chạy trốn, Lý Hữu Kim đã thuyết phục giám quân Trần Cảnh Tư (陳景思) thỉnh cầu Đường Hy Tông xá tội cho Lý Quốc Xương và Lý Khắc Dụng và triệu họ đến hợp binh với triều đình. Trần Cảnh Tư chấp thuận, và sau đó, Lý Khắc Dụng đem quân lính tiến về phía nam, tuy nhiên Hà Đông tiết độ sứ Trịnh Tùng Đảng lại từ chối tiếp tế cho binh sĩ Sa Đà. Đáp lại, Lý Khắc Dụng đã cho quân cướp phá các châu của Hà Đông, song bị Trịnh Tùng Đảng đẩy lui và phải triệt thoái về phía bắc. Lý Khắc Dụng chiếm được Hãn châu và Đại châu. Năm 882, Lý Quốc Xương - khi đó vẫn ở Đạt Đát- đã đưa gia quyến đến Đại châu.
Cuối năm đó, Đường Hy Tông lại triệu Lý Khắc Dung đến hợp binh với triều đình tiến công quân Đại Tề của Hoàng Sào, và khi đó, theo chiếu chỉ, Trịnh Tùng Đảng không còn ngăn cản Lý Khắc Dụng. Sau đó, Lý Khắc Dụng trở thành tướng thống lĩnh liên quân Đường tái chiếm Trường An. Đến năm 883, Lý Khắc Dụng được bổ nhiệm là Hà Đông tiết độ sứ còn Lý Quốc Xương được bổ nhiệm là Đại Bắc tiết độ sứ.

## Truy phong
Theo Tư trị thông giám, Lý Quốc Xương qua đời vào năm 887, trong khi vẫn đang giữ chức Đại Bắc tiết độ sứ. Còn theo Cựu Ngũ Đại sử, ông được truy phong chức vụ này. Sau khi cháu nội ông là Lý Tồn Úc lập ra nhà Hậu Đường vào năm 923, Lý Quốc Xương được truy thụy hiệu Văn Cảnh hoàng đế cùng miếu hiệu Hiến Tổ,.

## Gia đình
- Cha: Chu Da Chấp Nghi, được truy thụy là Chiêu Liệt hoàng đế
- Mẹ: Thôi thị, được truy thụy là Chiêu Liệt hoàng hậu
- Thê: Tần thị, sau được truy tôn là Văn Cảnh hoàng hậu
- Tử
  - Lý Khắc Dụng (856-908), sau được truy thụy là Vũ hoàng đế
  - Lý Khắc Nhượng (李克讓) (? - 880?), kim ngô vệ tướng quân, tử chiến trong loạn Hoàng Sào
  - Lý Khắc Cung (李克恭) (? - 890), trở thành Chiêu Nghĩa tiết độ sứ năm 890, bị giết trong binh biến
  - Lý Khắc Ninh (李克寧) (? - 908), Chấn Vũ quân tiết độ sứ, bị Lý Tồn Úc giết
- Nữ
  - Tam nữ, Nghĩa Ninh đại trưởng công chúa, gả cho người họ Tống